# هندل‌آباد (مشهد)
هندل‌آباد یا همدل‌آباد روستایی در دهستان کنویست بخش مرکزی شهرستان مشهد استان خراسان رضوی ایران است. این روستا در فاصلهٔ ۳۵ کیلومتری از شهر مشهد قرار دارد، برای دسترسی به این روستا باید از انتهای بلوار پنجتن از مشهد خارج شد.
بزودی نام روستا از هندل‌آباد به همدل‌آباد تغییر خواهد یافت.

## وجه تسمیه
از آنجایی که در قرون گذشته ساکنان این روستا هندو مذهب بودند این روستا هندوآباد نامیده شد و به مرور زمان این نام از هندو آباد به هِندل آباد تغییر یافت.

## جاذبه‌های گردشگری

### امامزادگان عبادالله الصالحین
مقبره امامزادگان عبادالله الصالحین در این روستا قرار دارد. بر اساس شجره نامه‌ای که در مقبره امام زادگان یاد شده موجود است سال فوت ایشان پس از حضور امام رضا (ع) در منطقه خراسان ذکر شده‌است.

### غار هندل‌آباد
غار هندل‌آباد در شمال شرقی مشهد در ناحیه تبادکان واقع شده‌است و فاصله روستا تا غار تقریباً دو ساعت پیاده‌روی دارد. دهانه غار به سمت جنوب و مربعی شکل است. آب چشمه غار هندل آباد نزد مردم جنبه شفابخشی پیدا کرده و اعتقاد دارند که آبله گوسفندان را درمان می‌کند. این غار از یک مسیر اصلی به طول حدود ۹۰ متر تشکیل شده‌است که در قسمت‌هایی به صورت تالار بزرگ و در بخشی بصورت راهرو به عرض و ارتفاع ۲ متر است. از نکات جالب توجه در این غار وجود تعداد زیادی وزغ و خفاش است. غار هندل آباد به اوله هم شناخته می‌شود.

## جمعیت
بر پایه سرشماری عمومی نفوس و مسکن در سال ۱۳۹۵ جمعیت این روستا ۱٬۴۴۷ نفر (۴۵۵خانوار) بوده‌است.